# Oh Mummy
Oh Mummy, scritto anche Oh Mummy! in alcune edizioni, è un videogioco sviluppato dalla Gem Software per conto della Amsoft e venduto assieme all'Amstrad CPC nel 1984. Sono state pubblicate in seguito versioni per lo Standard MSX, lo ZX Spectrum e i meno noti Tatung Einstein e Camputers Lynx.

## Modalità di gioco
Il giocatore impersona un archeologo che, per conto del British Museum, deve scoprire i tesori nascosti nelle tombe dei faraoni.
Il protagonista si trova all'interno di un labirinto a forma rettangolare, rappresentante l'interno di una tomba, a sua volta divisa in venti stanze, anch'esse a forma rettangolare. Il giocatore può muovere il personaggio solamente lungo i corridoi che circondano queste stanze. Ogni labirinto presenta una mummia, a guardia del defunto Faraone, che fa perdere una vita al protagonista quando lo incrocia. In questo caso, il gioco non si interrompe, limitandosi a ridurre il numero di vite del personaggio fino ad esaurimento. Nel muoversi, il protagonista lascia dietro di sé delle tracce: per svelare il contenuto di ogni stanza deve percorrere tutti i suoi quattro lati, circondandola con le sue orme. Ogni stanza può essere vuota oppure contenere dei tesori, il sarcofago, la chiave, una pergamena e un'altra mummia. I tesori permettono di incrementare il punteggio di gioco, mentre la pergamena consente al protagonista di non perdere la vita al contatto con la mummia. La chiave e il sarcofago sono invece elementi necessari a far uscire il protagonista dal labirinto per passare a quello successivo. Nell'abbandonare il labirinto, se il protagonista ha lasciato dietro di sé delle mummie, queste si ripresentano nel nuovo percorso rendendone più difficile il completamento.
Dopo aver completato cinque labirinti, il protagonista passa al livello successivo a sua volta dotato di cinque labirinti. Ogni livello presenta una velocità di gioco maggiore.
Il gioco è controllato dalla tastiera. I tasti per condurre il protagonista sono predeterminati e non possono essere sostituiti.
La colonna sonora è il tema principale di The Streets of Cairo, a sua volta derivato dalla canzone tradizionale Kradoutja.